# Liste der nutzbaren Gesteine Niederösterreichs
Die Liste der nutzbaren Gesteine Niederösterreichs listet Festgesteine und Steinbrüche in Niederösterreich, die als Baustein oder Dekorstein abgebaut werden oder wurden. Nicht erfasst sind Lockergesteine (Schotter, Sande) oder Gestein, das zur Weiterverarbeitung abgebaut wird (verhütten, brechen, mahlen, brennen).
| Name                             | Gestein                                                              | Alter     | Abbau | Status      | Ort                   | Gemeinde                 | Bezirk               | Bundesland       | Anmerkungen |
| -------------------------------- | -------------------------------------------------------------------- | --------- | ----- | ----------- | --------------------- | ------------------------ | -------------------- | ---------------- | ----------- |
| Steinbruch Windpassing           | Sandstein (quarzreich)                                               | Karpatium |       | Deponie     | Windpassing           | Grabern                  | Hollabrunn           | Niederösterreich |             |
| Steinbruch Harmannsdorf          | Gneis                                                                | Karbon    |       | in Betrieb  | Harmannsdorf          | Gars am Kamp             | Horn                 | Niederösterreich |             |
| Steinbruch Hauskirchen           | Cerithienkalk, Oolith                                                | Sarmatium |       | stillgelegt | Hauskirchen           | Hauskirchen              | Gänserndorf          | Niederösterreich |             |
| Steinbruch Götzendorf            | Sandstein                                                            | Pannonium |       | stillgelegt | Götzendorf            | Velm-Götzendorf          | Gänserndorf          | Niederösterreich |             |
| Steinbruch Wolfsthal             | Cerithienkalk, Oolith                                                | Sarmatium |       | stillgelegt | Wolfsthal             | Wolfsthal                | Bruck an der Leitha  | Niederösterreich |             |
| Steinbruch Bad Deutsch Altenburg | Algenschuttkalk, Brekzie                                             | Badenium  |       | stillgelegt | Bad Deutsch Altenburg | Hainburg an der Donau    | Bruck an der Leitha  | Niederösterreich |             |
| Steinbruch Edelstal              | Sandstein                                                            | Pannonium |       | stillgelegt | Edelstal              | Prellenkirchen           | Bruck an der Leitha  | Niederösterreich |             |
| Steinbruch Lindabrunn            | Konglomerat, Grobsandstein                                           | Badenium  |       | in Betrieb  | Lindabrunn            | Enzesfeld-Lindabrunn     | Baden                | Niederösterreich |             |
| Steinbruch Rauchstallbrunngraben | Algenschuttkalk                                                      | Badenium  |       | stillgelegt | Baden                 | Baden                    | Baden                | Niederösterreich |             |
| Steinbruch Wollersdorf           | Algenschuttkalk                                                      | Badenium  |       | stillgelegt | Wöllersdorf           | Wöllersdorf-Steinabrückl | Wiener Neustadt-Land | Niederösterreich |             |
| Steinbruch Bad Fischau           | Konglomerat                                                          | Badenium  |       | stillgelegt | Bad Fischau           | Bad Fischau-Brunn        | Wiener Neustadt-Land | Niederösterreich |             |
| Steinbruch Sommerein             | Algenschuttkalk mit Quarzgeröllen, Algen-Foraminiferen-Kalksandstein | Pannonium |       | stillgelegt | Sommerein             | Sommerein                | Bruck an der Leitha  | Niederösterreich |             |
| Steinbruch Rohrbach              | Konglomerat                                                          | Pannonium |       | in Betrieb  | Rohrbach              | Ternitz                  | Neunkirchen          | Niederösterreich |             |

## Quelle
- https://www.baunat.boku.ac.at/fileadmin/data/H03000/H87000/H87200/3Arbeitsgruppen/Veroeffentlichungen/Mitt_IAG_Boku_Nutz_03.pdf